# Ostra-do-pacífico
A ostra-do-pacífico (Magallana gigas), é uma ostra nativa das costas do Oceano Pacífico na Coreia do Sul, Coreia do Norte, República Popular da China e Japão.
É também cultivada em outros países, como nos Estados Unidos da América, Austrália e Nova Zelândia, onde substituiu comercialmente a ostra nativa Crassostrea glomerata. Também foi levada para o Mar Frísio, onde é uma espécie invasora e compete, com sucesso, com outras espécies de bivalves, como o mexilhão Mytilus edulis.
Florianópolis, no Brasil, é o principal polo produtor de ostras do país, sendo que o Estado de Santa Catarina é o maior produtor do molusco.